# Scott Higginbotham
Pour les articles homonymes, voir Higginbotham.

a Compétitions nationales et continentales officielles uniquement.

b Matchs officiels uniquement.
Dernière mise à jour le 20 Janvier 2022.
Scott Higginbotham, né le 5 septembre 1986 à Perth, est un joueur de rugby à XV international australien évoluant au poste de troisième ligne aile ou de troisième ligne centre. Entre 2019 et 2021 il joue avec l'Union Bordeaux Bègles en Top 14.

## Carrière

### En club
Scott Higginbotham fait ses débuts dans le Super 14 avec les Queensland Reds en 2008. Il devient champion du Super 15 le 9 juillet 2011 en s'imposant avec son club en finale face aux Crusaders 18-13. En 2019, à 32 ans, il vient découvrir le Top 14 et l'Europe en signant à l'Union Bordeaux Bègles.
- 2008-2012 : Queensland Reds
- 2013-2015 : Melbourne Rebels
- 2017-2019 : Queensland Reds
- 2019-2021 : Union Bordeaux Bègles

En 2015, il joue également dans le championnat japonais avec les NEC Green Rockets.
En 2021, il décide de mettre un terme a sa carrière.

### En équipe nationale
Il obtient sa première cape internationale le 27 novembre 2010 à l’occasion d’un match contre l'équipe de France. Il est retenu par Robbie Deans le 18 août 2011 dans la liste des trente joueurs qui disputent la coupe du monde. Il dispute trois matchs de la Coupe du monde de rugby à XV 2011.

## Palmarès
- Vainqueur du Super 15 en 2011.

- Demi-finaliste de la Coupe du monde 2011.

## Statistiques
Au 15 mars 2018, Scott Higginbotham compte 34 sélections avec les Wallabies, depuis le 27 novembre 2010 à Paris face à la France. Il inscrit trois essais, quinze points.
Parmi ces sélections, il compte 16 matchs en Rugby Championship. Il participe à une édition de la coupe du monde, en 2011, où il dispute quatre rencontres.